# المدرسة العليا للتجارة بتونس
المدرسة العليا للتجارة بتونس هي إحدى مؤسسات التعليم العالي التونسية التابعة إلى جامعة منوبة. بعثت عام 1987، وتوجد بالمركب الجامعي بمنوبة.

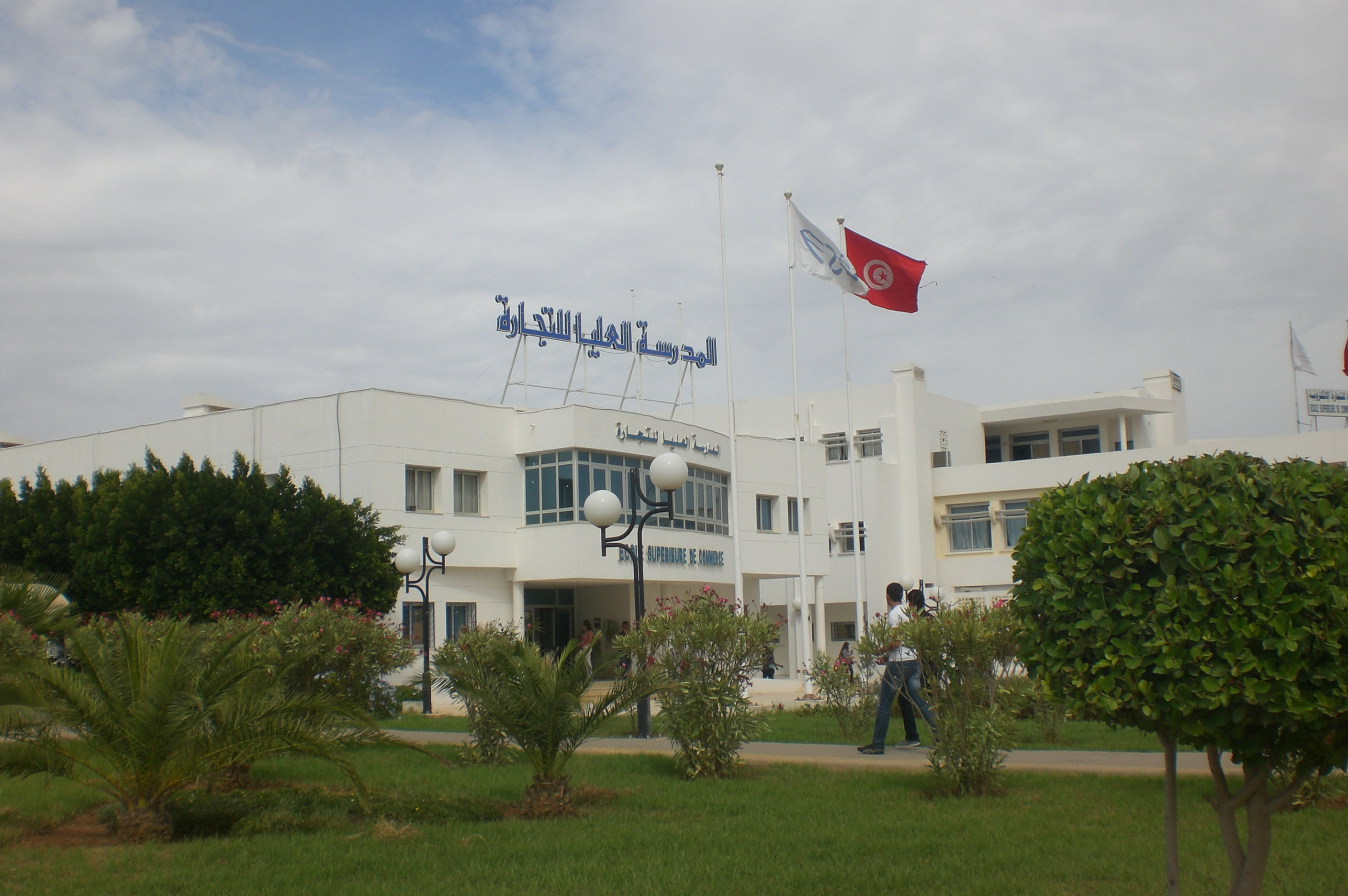
المدرسة العليا للتجارة بالمركب الجامعي بمنوبة

## أرقام
طبقا لإحصائيات العام الدراسي 2007-2008 يبلغ عدد طلبة المدرسة العليا للتجارة بتونس: 4690 من بينهم 2563 طالبة.

## الاختصاصات
تدرس بالمدرسة العليا للتجارة بتونس الاختصاصات التالية:
- التجارة ؛
- إدارة المؤسسات المالية ؛
- إعلامية التصرف.

## أبرز الخريجين
- فريال يوسف، ممثلة تونسية مقيمة بمصر
- فاطمة ناصر، ممثلة تونسية مقيمة بمصر

## رابط
- موقع المدرسة العليا للتجارة بتونس.